# Терновское сельское поселение (Ростовская область)
Терновское сельское поселение — муниципальное образование в Шолоховском районе Ростовской области. 
Административный центр поселения — хутор Терновской.

## Административное устройство
В состав Терновского сельского поселения входят:
- хутор Терновской;
- хутор Антоновский;
- хутор Безбородовский;
- хутор Грязновский;
- хутор Кочетовский;
- хутор Моховской;
- хутор Поповский.

## Население
| 2010 | 2012 | 2013 | 2014 | 2015 | 2016 | 2017 |
| ---- | ---- | ---- | ---- | ---- | ---- | ---- |
| 795  | ↘774 | ↘761 | ↘734 | ↘720 | ↘693 | ↘664 |
| 2018 | 2019 | 2020 | 2021 |      |      |      |
| ↘635 | ↘625 | ↘608 | ↘595 |      |      |      |